# Chelidonichthys spinosus
Chelidonichthys spinosus — вид морських півнів (Triglidae). Поширені на північному заході Тихого океану від південного Хоккайдо, Японія, до Південнокитайського моря. Морська демерсальна риба, сягає 40 см довжини.